# Victor Julien-Laferrière
Victor Julien-Laferrière (Parijs, 25 juni 1990) is een Frans cellist. In 2017 werd hij winnaar van de Koningin Elisabethwedstrijd.

## Biografie
Julien-Laferrière had als eerste leraar op zijn zevenjarige leeftijd René Benedetti en studeerde vervolgens van 2004 tot 2008 aan het Conservatoire national supérieur de musique et de danse bij Roland Pidoux. Hij vervolmaakte zich van 2009 tot 2014 ook in Wenen als een leerling van Heinrich Schiff aan de Universität für Musik und darstellende Kunst Wien en  tot 2016 in Salzburg bij Clemens Hagen aan het Mozarteum.
Hij won de eerste prijs en twee speciale vermeldingen bij het internationaal concours van de lente in Praag in 2012. In 2013 werd hij bij de Victoires de la Musique classique verkozen tot de revelatie als solist op instrument (Révélation Soliste Instrumental) en won hij de Prix de la Fondation Safran pour la Musique.
Julien-Laferrière was actief in producties van het Orchestre Philharmonique de Radio France en de Staatsphilharmonie Košice.
Hij is medeoprichter van het gezelschap Trio Les Esprits, bestaande uit pianist Adam Laloum, violiste Mi-Sa Yang en hemzelf. Ze speelden reeds op de Folle Journée de Nantes, het festival de Deauville, op de Criée à Marseille en in het Théâtre des Champs-Elysées. Ze repeteren in residentie in de Fondation Singer-Polignac in Parijs en brachten hun eerste album op het label Mirare uit in 2014.
Victor Julien-Laferrière werd op 3 juni 2017 eerste laureaat van de Koningin Elisabethwedstrijd 2017 voor cello.

## Discografie
- januari 2014: Beethoven: Piano Trio in E flat major op.70 no.2. & Schumann: Piano Trio no.3 in G minor op.110 (met Trio Les Esprits), Mirare
- 2014: op 114 van Brahms (trio met klarinet met Raphaël Sévère en Adam Laloum), Mirare (bekroond met de Diapason d'or en FFFF de Télérama)
- oktober 2016: sonates van Brahms, Franck et Debussy (met Adam Laloum), Mirare

- Bibliothèque nationale de France: cb160209288 (data)
- International Standard Name Identifier: 0000 0000 6034 6493
- Library of Congress Control Number: no2014146400
- MusicBrainz: 2b4e02c7-4d7a-4b8c-9485-d3f7acef3d89
- Système universitaire de documentation: 200640224
- Virtual International Authority File: 88099646
- WorldCat: E39PBJt8pf3Rmx7j9CJy4x83cP